# Sony Ericsson Xperia arc S
Il Sony Ericsson Xperia arc S (noto anche come LT18(i/a) - anzu) è uno smartphone prodotto dalla nippo-svedese Sony Ericsson che funziona tramite il sistema operativo Android di Google Inc..

## Specifiche
Possiede un processore ARM-v7 a 1.4 GHz, uno schermo da 4.2" di tipo capacitivo multi-touch e 1 GB di memoria interna (di cui, però, solo 320 MB effettivamente disponibili all'utente). È inoltre espandibile con memoria esterna MicroSD fino a 32GB, mentre esce in dotazione con una memoria di 8 GB. Questo dispositivo possiede 512 MB di RAM.
È dotato di fotocamera posteriore da 8 megapixel (con flash), in grado di registrare filmati in HD.
A livello di connettività, questo telefonino supporta la maggior parte delle reti, tra cui HSDPA a 7.2 Mbps, Wi-Fi (classi b/g/n), Bluetooth 2.1 e A-GPS.
È il successore del Sony Ericsson Xperia arc di cui condivide la scocca, mentre è dotato di un processore (single core) più potente.
Dal punto di vista del sistema operativo è stato distribuito con la versione 2.3.4 di Android. Sony ha reso disponibile l'aggiornamento alla versione 4.0.4 di Android.